# Bernardin Patočka
Bernardin Patočka (?-1739) byl český františkán a kazatel. Narodit se mohl někdy mezi lety 1670 až 1680, v 90. letech 17. století zřejmě vstoupil do františkánského řádu a přijal kněžské svěcení. Těžiště jeho pastoračního a řeholního působení spočívalo právě v kázáních. Jako kazatel v českém jazyce působil v klášteře v Plzni od srpna 1699 do září 1702. Následujících šest let strávil v nějakém jiném konventu, ale v Plzni si získal u řeholníků oblibu. V létě 1708 se totiž do západočeské metropole vrací jako klášterní představený – kvardián. O rok později sice jako kvardián končí, nová funkce klášterního vikáře (zástupce představeného) mu nicméně umožnila věnovat se pastoračním aktivitám. U plzeňských františkánů tak od roku 1709 působil opět jako kazatel a navíc magistr noviců (novicmistr). Pro své zásluhy zřejmě již dříve příležitostně kázal kromě klášterního chrámu i v plzeňském farním kostele sv. Bartoloměje. Od září 1710 pak následující čtyři roky přímo působil v Plzni jako „český farní kazatel“, jako jediný mezi plzeňskými františkány první poloviny 18. století. Od září 1722 působil tři léta jako sváteční kazatel v Zásmukách. Po dvouroční přestávce v letech 1725-1727, kdy pobýval v jiném konventu, se ale do Zásmuk vrací, opět jako sváteční kazatel, jímž byl do léta 1730. Do Plzně, kde strávil zřejmě většinu svého řeholního života, se bratr Bernardin vrátil v létě 1731, kdy byl znova jmenován plzeňským klášterním vikářem a magistrem noviců. Z funkce novicmistra nicméně po roce, snad z nedostatku sil, odstoupil, když jej nahradil spolubratr Šebestián Jedlička († 1743). V Plzni již zřejmě zůstal a pastoračně zde horlivě působil až do své smrti. Ještě stačil ve městě připravovat velikonoční procesí, když, slovy místního klášterního kronikáře, tento „velmi pracovitý a oceňovaný muž zasažen mrtvicí“ zemřel ráno ve středu Svatého týdne 25. března 1739. Pohřben byl v klášterním kostele františkánů v Plzni v kryptě svatého Antonína.
Svá kázání při mimořádných příležitostech si Bernardin Patočka zapisoval a zanechal nám tak své promluvy pronesené zřejmě vesměs v češtině na různých místech v letech 1700 až 1727.
Dalším, rovněž v rukopise dochovaným dílem Patočky jsou životopisy svatých Třetího (dnes sekulárního) františkánského řádu Vštípení růže v Jerichu v zahradu růžovou, které napsal zřejmě jako plzeňský kvardián. Zda usiloval o následné tištěné vydání díla nebo šlo opět jen o kazatelovy zápisky, které používal při možné pastoraci františkánských terciářů, není známo.